# Powiat zwinogródzki
Powiat zwinogródzki – jednostka podziału administracyjnego w Rzeczypospolitej Obojga Narodów; był przedmiotem sporu granicznego pomiędzy województwem bracławskim i kijowskim.
W 1570 roku komisarze opisali granicę powiatu jako obejmującą prawe dorzecze rzeki Roś, aż do ujścia jej do Dniepru i wzdłuż Dniepru do granicy Rzeczypospolitej. W 2 poł. XVII wieku województwo kijowskie wszczęło ponownie konflikt o wschodnią część powiatu obejmującą miejscowości Śmiła, Koszowata, Czehryń, Czerkasy. Komisja wyznaczona przez Sejm w 1755 roku potwierdziła granicę z 1570 roku, lecz zgodnie z dekretem Trybunału w Radomiu z 1749 roku nakazała przekazywać podatki z powiatu co drugi rok do każdego z województw. Sejm w 1791 roku potwierdził przynależność powiatu do województwa bracławskiego.
Województwo bracławskie miało dwóch senatorów większych: wojewodę i kasztelana bracławskich: posłów na sejm wybierało sześciu, to jest po dwóch z powiatu, utrzymując nominalnie, choć nie faktycznie, istnienie powiatu zwinogrodzkiego.
Po rozbiorze Polski powiat w guberni kijowskiej, z siedzibą w Zwinogródce.

## Wzmianka słownikowa z 1905
Zwinogródzki powiat, utworzony w 1798 r. z ekaterynopolskiego, położony w południowej części gub. kijowskiej, graniczy na płn. z pow. taraszczańskim i kaniowskim, na wschód z czerkaskim i czehryńskim, na płd. rz. Wyś oddziela go od powiatu nowomirhorodzkiego guberni chersońskiej, na zachód zaś z pow. kaniowskim i zajmuje (podług pomiarów wojenno-topograficznych) 60 mil al. 2904 w. kw., t. j. 300956 dzies.

## Gminy
Spis gmin według stanu przed reformą administracyjną

1. Bohaczówka(inne języki)
2. Bojarka(inne języki)
3. Czyżówka(inne języki)
4. Husaków(inne języki)
5. Jerki(inne języki)
6. Kozackie(inne języki)
7. Ekaterynopol (Kalnibłota)
8. Kalihorka mokra(inne języki)
9. Lisianka
10. Niemoroż(inne języki)
11. Olszana(inne języki)
12. Pedynówka(inne języki)
13. Petrykówka(inne języki)
14. Stebne
15. Stecówka(inne języki)
16. Stupiczna(inne języki)
17. Szpoła
18. Tarasówka(inne języki)
19. Tołmacz(inne języki)
20. Topilna(inne języki)
21. Winograd(inne języki)
22. Żurżyńce(inne języki)